# Zona euro
La zona euro és el conjunt d'estats membres de la Unió Europea (UE) que han adoptat l'euro i han creat, així, una unió monetària.

## Membres de la zona euro
La zona euro consta de 20 membres:
Alemanya, Àustria, Bèlgica, Croàcia, Eslovènia, Eslovàquia, Espanya, Estònia, Finlàndia, França (excepte els territoris del Pacífic, que utilitzen el franc CFP), Grècia, Irlanda, Itàlia (excepte l'enclavament de Campione d'Italia on circula el franc suís), Letònia, Lituània, Luxemburg, Malta, els Països Baixos (tret de les Antilles Neerlandeses que tenen el florí de les Antilles Neerlandeses i d'Aruba amb el florí d'Aruba), Portugal i Xipre.
La zona euro es creà l'1 de gener del 1999 amb el llançament oficial de l'euro. Inicialment en formaven part 11 dels 20 membres actuals:
- Alemanya, Àustria, Bèlgica, Espanya, Finlàndia, França, Irlanda, Itàlia, Luxemburg, els Països Baixos i Portugal. Grècia adoptà l'euro l'1 de gener del 2001, abans que les monedes i els bitllets d'euro comencessin a circular.
- Eslovènia adoptà l'euro l'1 de gener del 2007,
- Malta i Xipre la mateixa data del 2008,
- Eslovàquia l'1 de gener del 2009,
- Estònia l'1 de gener del 2011,
- Letònia l'1 de gener de 2014,
- Lituània l'1 de gener de 2015 i
- Croàcia l'1 de gener del 2023.[2][3]
- Bulgària a partir de l'1 de gener del 2026

Els estats de la zona euro tenen una política monetària comuna, de la que el Banc Central Europeu n'és l'entitat responsable. A més, des de 2012 s'està establint l'estructura per una unió bancària, de la que tots els membres de la zona euro n'han de formar part.

## Altres territoris

### Estats de la UE que no pertanyen a la zona euro
Per tal que un membre de la UE pugui adoptar l'euro, ha de complir certs criteris econòmics i legals. Els criteris econòmics d'entrada es coneixen com a criteris de convergència o criteris de Maastricht i s'establiren el 1991. Inclouen, entre d'altres, el requisit que els estats han de participar en l'MTC II durant dos anys com a mínim. Els criteris legals fan referència al fet que la legislació sobre els aspectes monetaris i sobre el banc central nacional siguin compatibles amb el Tractat de Roma.
Tots els membres de la UE (excepte Dinamarca) s'han compromès a adoptar l'euro en cas de complir els criteris de convergència. Tanmateix, dels 15 estats que formaven part de la UE quan es creà la zona euro n'hi ha 3 que no han adoptat l'euro. D'una banda, Dinamarca, que té clàusules d'exclusió igual que el Regne Unit, encara que aquest ja no forma part de la unió. D'altra banda, Suècia, que no ha canviat la legislació referent al banc central i no participa en l'MTC II.
Cap dels estats que van entrar a la UE després de la creació de la zona euro complien els criteris inicialment. D'aquests, n'hi ha 5 que encara no els compleixen, i per tant, encara no formen part de la zona euro. Es tracta d'Hongria, Polònia i la República Txeca (incorporats a la UE el 2004), i Bulgària i Romania (incorporats el 2007).
El Tractat de Roma estableix que la Comissió i el BCE han d'informar el Consell sobre el progrés dels estats amb relació a la convergència. Sobre la base dels informes de convergència que elaboren aquests dos organismes, l'ECOFIN decideix l'admissió de nous estats a la zona euro i en cas afirmatiu, estableix la taxa de conversió amb què la moneda nacional serà substituïda per l'euro.

### Estats i territoris que utilitzen l'euro amb acords amb la UE
La Ciutat del Vaticà, Mònaco, San Marino i Andorra també utilitzen l'euro malgrat no formar part de la UE però no són membres de la zona euro.
La Ciutat del Vaticà, Mònaco i San Marino anteriorment usaven monedes que van ser reemplaçades per l'euro. Tots tres estats emeten monedes amb els símbols nacionals propis al revers. Utilitzen l'euro d'acord amb els acords establerts amb alguns estats membres de la UE (Itàlia en el cas de la Ciutat del Vaticà i San Marino, i França en el cas de Mònaco) en nom d'aquesta. També usen l'euro, fora d'Europa, segons aquest mateix acord, els territoris d'ultramar francesos de Mayotte i Saint-Pierre i Miquelon.
Andorra, on abans de l'entrada en vigor de l'euro s'hi utilitzaven la pesseta i el franc francès com a unitats monetàries legals de facto, ha negociat, amb algunes dificultats derivades de la manca de moneda pròpia anterior i de les exigències de seguretat europees, un acord amb la Unió Europea signat el febrer de 2011, pel qual a partir del març de 2012 podrà batre monedes de disseny propi, essent les primeres monedes metàl·liques de curs general amb la llegenda en català de la història (anteriorment n'hi havia hagut de locals i d'emergència).

### Estats i territoris que utilitzen l'euro sense acords amb la UE
Kosovo i Montenegro, que utilitzaven el marc alemany com a moneda, també han adoptat l'euro sense cap acord formal i explícit amb la UE. Kosovo, abans de la seva independència de Sèrbia, utilitzava el marc i l'euro en comptes del dinar serbi per motius polítics.
El territori britànic d'ultramar d'Akrotiri i Dekélia, a l'illa de Xipre, tenia com a moneda oficial la lliura xipriota i va adoptar l'euro quan Xipre entrà a la zona euro el gener de 2008.
Des de l'1 de desembre del 2002, Corea del Nord ha substituït el dòlar dels Estats Units per l'euro com a moneda per als seus intercanvis internacionals, ja que la seva pròpia moneda, el won, no és convertible i no es pot usar per adquirir béns forans. Igualment l'euro rep una certa popularitat interna, especialment pels residents estrangers.
Abans de la invasió de l'Iraq del 2003, el president Saddam Hussein va dir que vendria el petroli en euros en comptes de dòlars nord-americans, ja que la major part dels compradors eren la Unió Europea, la Xina i l'Índia.

### Estats amb monedes lligades a l'euro
L'escut de Cap Verd (abans lligat a l'escut portuguès), el marc convertible de Bòsnia i Hercegovina (abans lligat al marc alemany) i els francs CFA, CFP i el de les Comores (abans lligats al franc francès) tenen una taxa de canvi fixa respecte a l'euro.